# Suffolk Punch

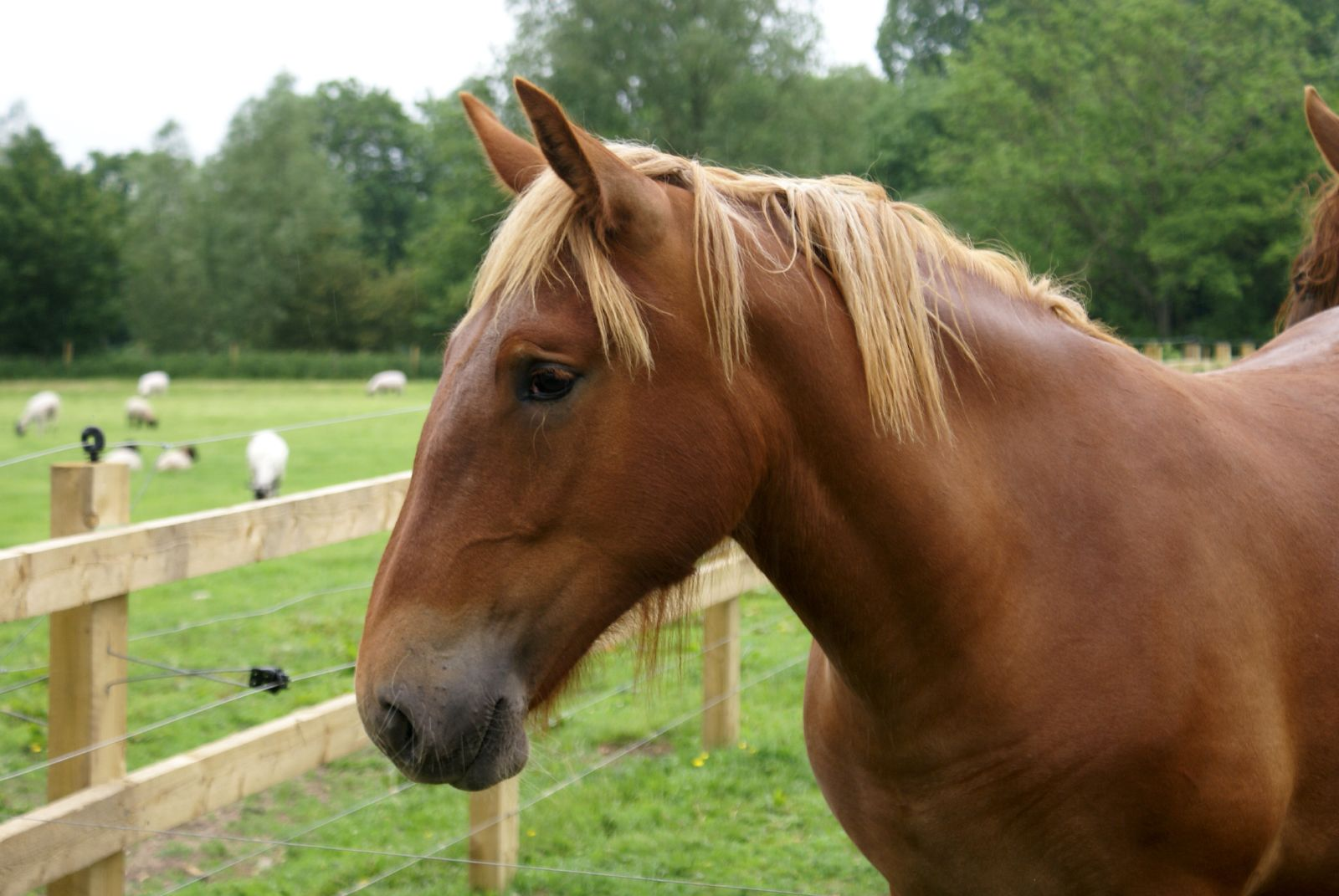
Profiel van een Suffolk Punch

De Suffolk Punch is een paardenras van sterke trekpaarden afkomstig uit de omgeving van Suffolk en Norfolk in Groot-Brittannië.

## Geschiedenis
Het type werd al in de eerste helft van de 16e eeuw voor het eerst beschreven. Ondanks kruising met de norfolkdraver en incidentele veredeling met de Engelse volbloed bleef het een koudbloedras. Alle huidige exemplaren van het ras gaan terug op de hengst Ufford, die geboren werd in 1768. De Suffolk Horse Society werd opgericht in 1877. Historische namen zijn ook Suffolk Horse en Suffolk Sorrel. Na een hevige inzinking van het aantal exemplaren in het midden van de 20e eeuw door de landbouwmechanisatie beleefde het nog steeds zeldzame huisdierras recentelijk een lichte opkomst. Het Amerikaanse stamboek opende in 1907. In Engeland zijn zo'n kleine 150 exemplaren geregistreerd tegen circa duizend in de Verenigde Staten.

## Uiterlijk
De stokmaat van dit trekpaard ligt tussen de 165 en 178 centimeter. Het ras komt uitsluitend voor in de vachtkleur vos (zweetvos). Het Engelse stamboek noemt deze kleur volgens een traditionele spelwijze chesnut (in plaats van: chestnut). Het profiel toont een lichte ramsneus. De hals is krachtig en gebogen en gaat over in een vlakke schoft. De romp is lang en rond en gaat over in een zeer krachtige achterhand. De benen zijn robuust met stevige hoeven. De gangen zijn energiek met vooral een ruime draf.

## Karakter en vitaliteit
Paarden van dit ras gelden als gehoorzaam en gemakkelijk in de omgang. De paarden zijn vroegrijp en sober en kunnen een hoge leeftijd bereiken. Genetisch onderzoek toonde nauwe verwantschap met de dalespony, de fellpony en de haflinger.

## Gebruik
De paarden worden vooral gebruikt als trekpaarden in de landbouw en als sleeppaarden in de bosbouw. In het verleden werkten ze ook als cavaleriepaarden voor het transport van geschut en als tuigpaarden voor omnibussen en paardentrams. Rond 1900 werden ze naar vele landen geëxporteerd als werkpaarden en als fokmateriaal. Het ras was rond 1860 van grote invloed op het ontstaan van de Jutlander in Denemarken.

## Afbeeldingen

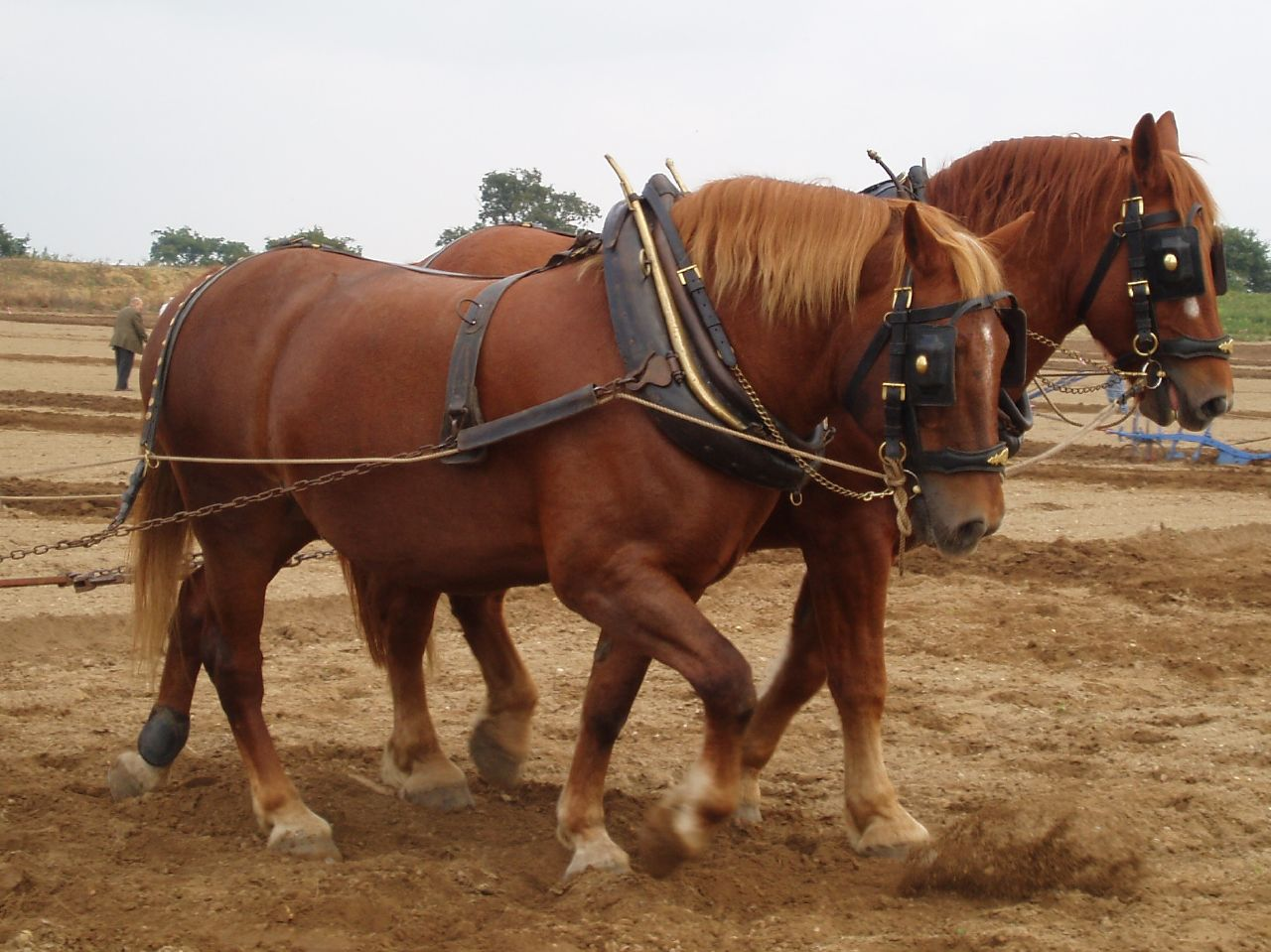
Ploegwedstrijd
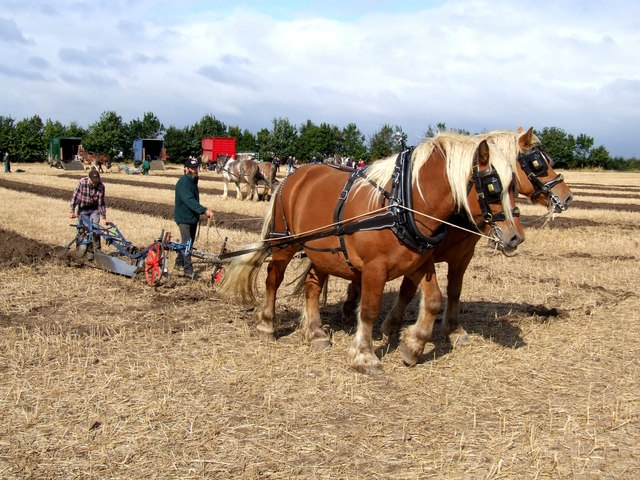
Ploegwedstrijd
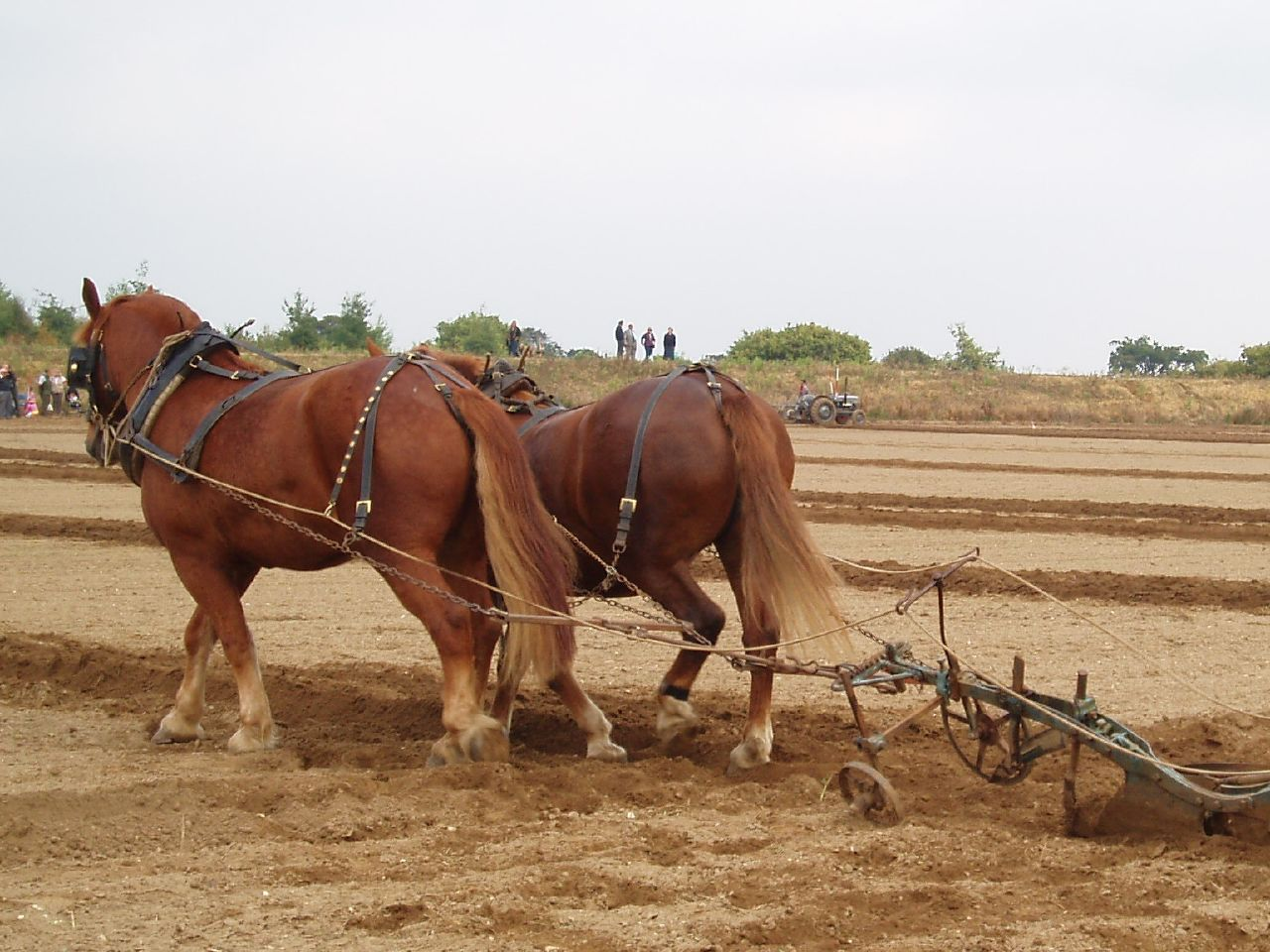
Voor de ploeg
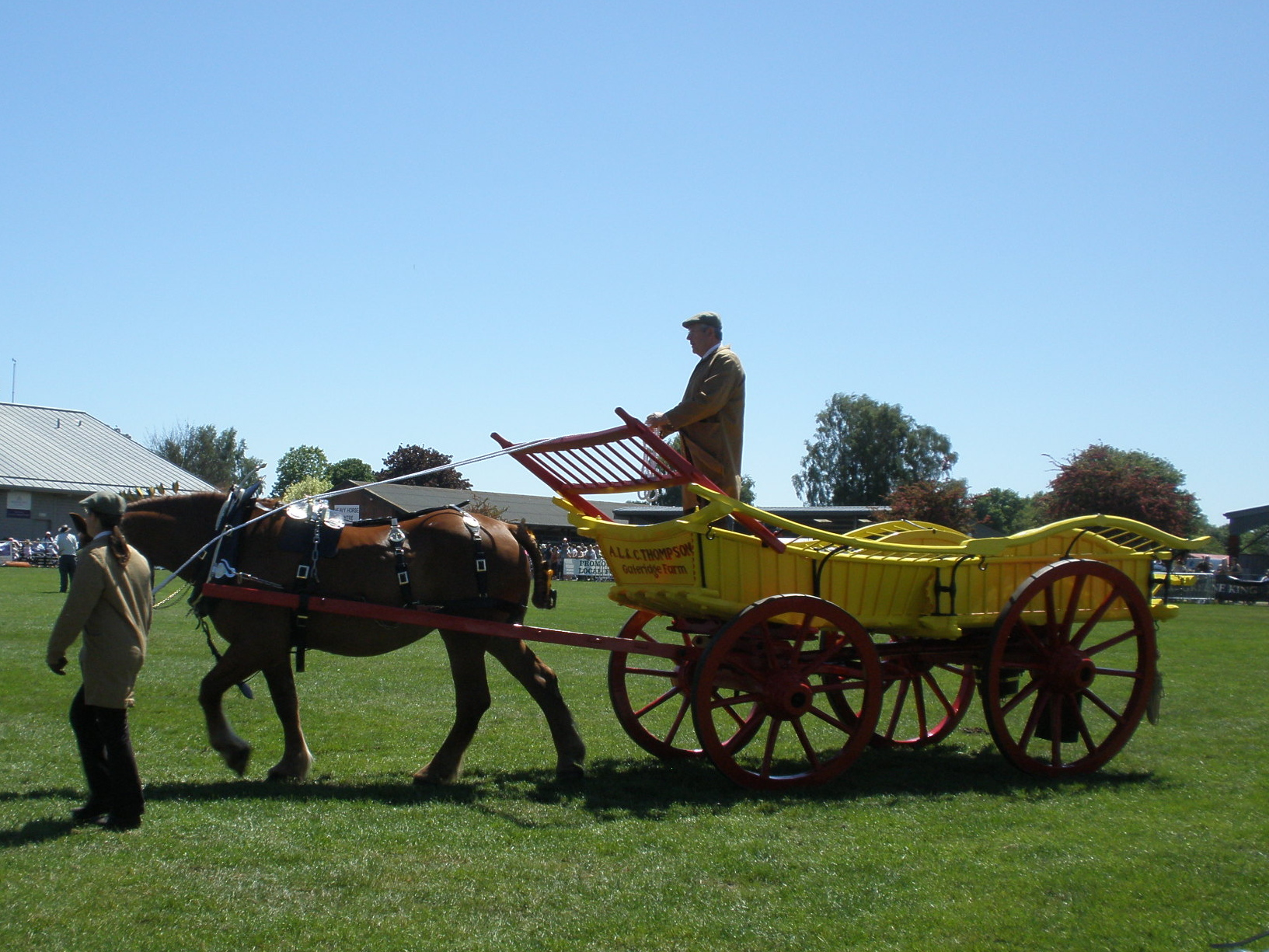
Traditionele boerenwagen
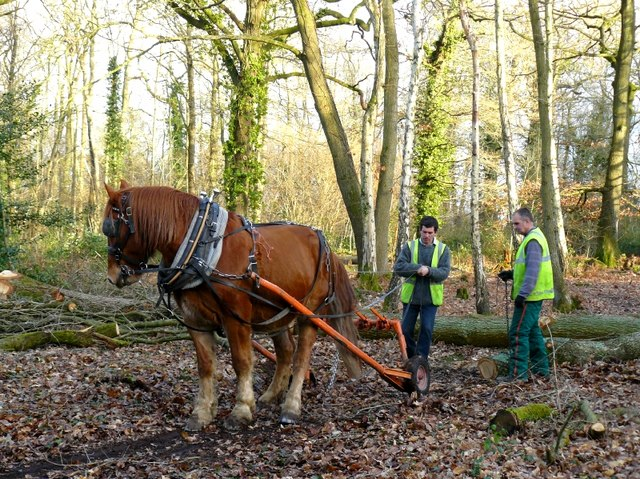
Sleeppaard in de bosbouw
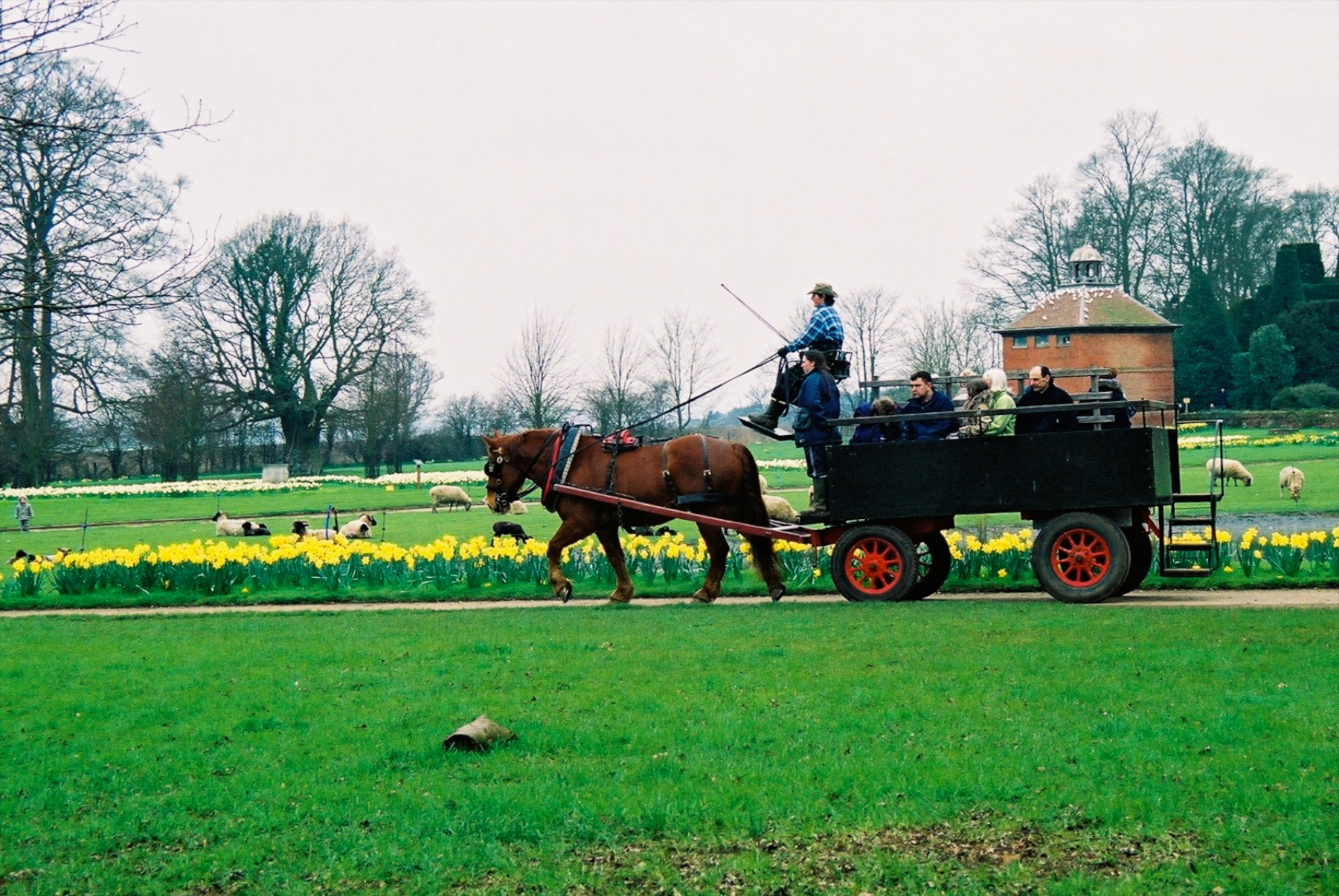
Engelse janplezier